# 梅爾羅斯鎮區 (密歇根州)
梅爾羅斯鎮區（英語：Melrose Township）是位於美國密歇根州夏利華縣的一個行政鎮區。

## 地方資料
梅爾羅斯鎮區的面積為90.65平方千米，當中陸地面積為85.42平方千米，而水域面積為5.23平方千米。根據2020年美國人口普查的數據，當地共有人口1405人，而人口密度為每平方千米15.5人。